# Mastigoniscus stenocephalus
Mastigoniscus stenocephalus är en kräftdjursart som beskrevs av Mungo Park 2000. Mastigoniscus stenocephalus ingår i släktet Mastigoniscus och familjen Haploniscidae. Inga underarter finns listade i Catalogue of Life.